# マミジロヤブフウキンチョウ
マミジロヤブフウキンチョウ (Chlorospingus pileatus)は、スズメ目フウキンチョウ科の鳥類。

## 分布
コスタリカ、パナマの高地

## 形態
特徴は写真参照。

## 絶滅危惧評価
- LEAST CONCERN (IUCN Red List Ver. 3.1 (2001))
[1]

## 参照・注釈
1. ↑  Chlorospingus pileatus  (Species Factsheet by BirdLife International)